# Luchthaven Sokol
Luchthaven Sokol (Russisch: Аэропорт Сокол) of luchthaven Magadan Sokol is de luchthaven van de Russische stad Magadan. De luchthaven ligt bij de plaats Sokol, op 70 kilometer ten noorden van het stadscentrum, waarmee het een busverbinding heeft.
De luchthaven kwam gereed begin jaren 60. De eerste vlucht naar Moskou vertrok op 12 januari 1961. Tot 2006 was het de basis van stadsluchtvaartmaatschappij Mavial, maar deze ging failliet.